# Староєгипетська мова

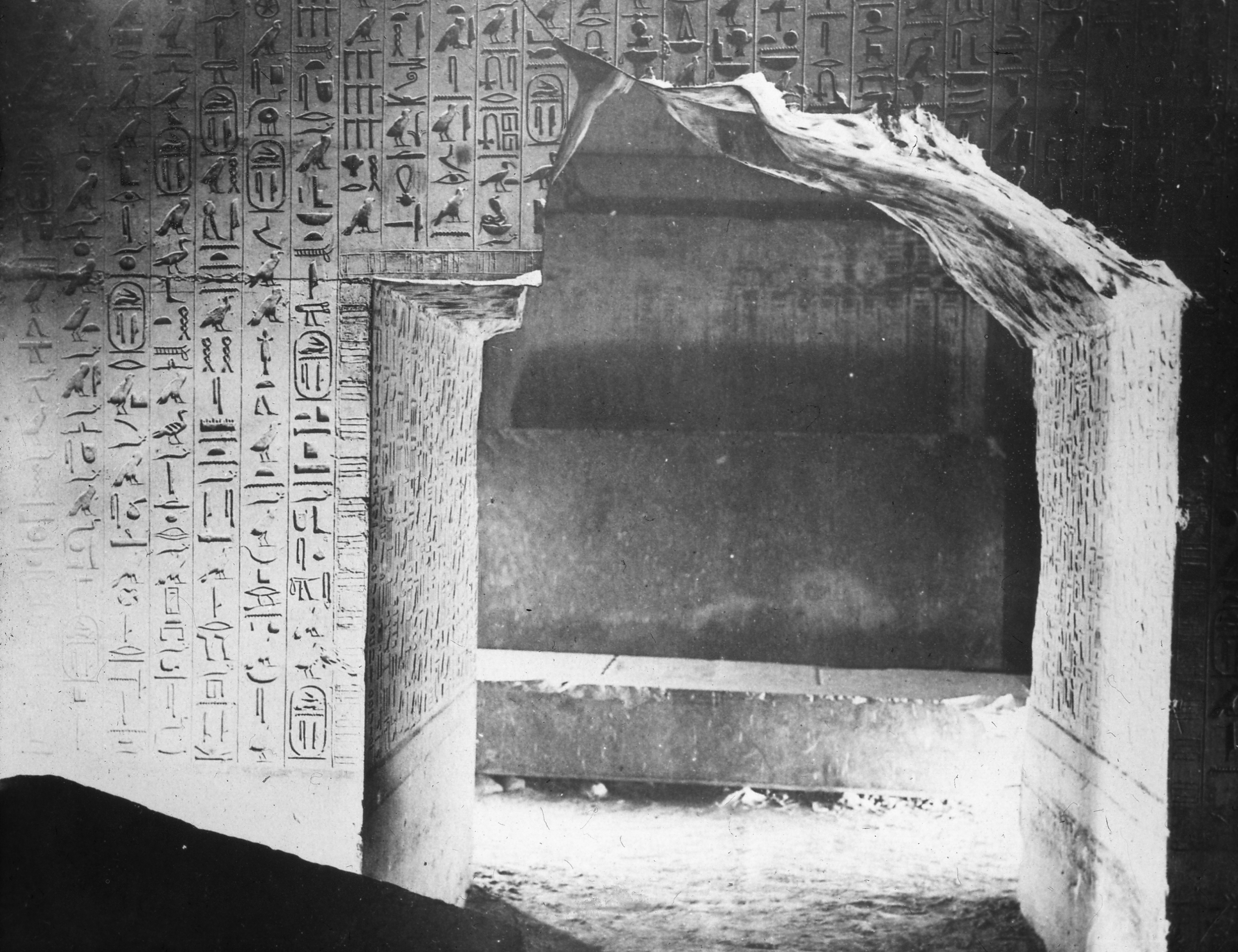
Тексти пірамід на стінах кімнати перед входом у гробницю фараона Уніса (XXIV ст. до н. е., Саккара, Піраміда Уніса

Староєгипетська мова, давньоєгипетська класична мова (в наук. літ-ре:англ. Old Egyptian, фр. ancien égyptien, нім. Altägyptisch) — мова жителів Стародавнього Єгипту, одна зі стадій єгипетської мови. Основне поширення - періоди Старого царства і Перший перехідний (бл. XXVI-XX ст. до н. Е.  ). У російській єгиптології термін запропонований вченим Ю. Я. Перепілкіним:1.

## Періодизація
За результатами сучасних досліджень, у долині Нілу близько XXVI—XX ст. до н. е. був період поширення староєгипетської «класичної» мови, що утворився з так званої «ранньої» староєгипетської. Класичний староєгипетський відносять до часу правління IV, V, VI, VII, VIII, IX і X династій фараонів, і його основні ознаки зберігалися до падіння Старого царства та Першого перехідного періоду. Згодом відбулася поступова трансформація староєгипетської мови в середньоєгипетську, розвиток якої припадає на період Середнього царства. Дослідники XX ст. (А. Х. Гардінер, М. А. Коростовцев, Н. С. Петровський) не виділяли у своїх роботах ранню староєгипетську мову, і період існування власне староєгипетської мови обмежували до VIII династії, тому що текстів IX, X династій було відомо вкрай мало (втім, як і зараз), та їхня мова відображена у примітивній формі — наприклад, жертовних формулах.

## Пам'ятники
Документи періоду поширення староєгипетського мови носять переважно офіційний характер. До них належать заупокійні формули та написи в гробницях, серед яких знайдено кілька біографічних життєписів вельмож Старого царства — Мечена (кін. IV династії), Уні, Хорхуфа. Найвідомішими пам'ятками староєгипетського листа є «Тексти Пірамід», що являють собою велике зібрання релігійних текстів-заклинань, що мають певні особливості та своєрідну орфографію. Магічні формули текстів були покликані забезпечити благополуччя померлого фараона, допомогти йому піднестися на небеса і знайти там безсмертя. «Тексти Пірамід» виявлені у внутрішніх приміщеннях пірамід V-VI династії, але походження їх значно давніші — сучасні дослідники вважають, що воно походить від Додинастичного періоду (наприклад, перекладені ритуальні формули, що належать до магічного канібалізму померлого царя, а також інші дані, свідчення про період, коли Єгипет ще був об'єднаний в одну державу, про що прямо говориться в тексті):114-115. Пізніше більшість написів-заклинань була присвоєна вельможами, які прагнули забезпечити власне посмертне благополуччя — безліч цитат з «Текстів Пірамід» знайдено на внутрішніх стінах великих дерев'яних саркофагів знаті часів правління IX—XI династій . Виявлені пам'ятки писемності V і VI династій досить численні, також є частина текстів, що збереглася в пізніх копіях:114.

## Особливості писемності
Формування. Крім того, що староєгипетська мова розвинулася з ранньої староєгипетської, у її формуванні, згідно з Ельмаром Еделем і В. Еджертону, істотну роль зіграв нижньоєгипетський діалект. У цьому Еге. Едель наводить дані деяких текстів, наприклад, іменник nb «володар», «господар» (як і ряд інших слів) зустрічається у двох написаннях: nb - верхньоєгипетський і nbw - нижньоєгипетський:116.
Внутрішня різниця. Древньоєгипетська мова автобіографічних написів і царських декретів дещо ближче до середньоєгипетської мови, ніж решта писемних пам'яток періоду Стародавнього царства. У цих офіційних текстах з'являються попередні вказівні займенники pA, tA, nA, що визначаються словом, з яких у новоєгипетській мові розвинувся певний артикль. Іншою особливістю цих текстів є елементи повсякденного мовлення, що часто зустрічаються - в репліках селян і ремісників, зображених на рельєфах гробниць:115.
Поряд з «новими» формами староєгипетської мови, в Текстах Пірамід та інших письмових джерелах IV-VI династій зустрічаються елементи мови більш давнього стану (раннього староєгипетського), що мають походження з додинастичної епохи:§ 15. М. А. Коростовцев, посилаючись на граматику Еге. Еделя:§ 12-14, вказує деякі «архаїчні» особливості староєгипетської мови в Текстах Пірамід, хоча сьогодні прийнято вважати, що відсутність чи спотворення ієрогліфів, що зображають людей і тварин, пов'язана не лише з «великою архаїчністю» цих текстів, а й зі своїми сакральними функціями. Відмінності в староєгипетській мові на прикладі «Текстів Пірамід»:115 :
1. Орфографія.
  1. Відсутність чи навмисне спотворення ієрогліфів, що зображають покупців, безліч тварин.
  2. Ретельне позначення деяких дієсловах, наприклад в дієслові jmrj «любити», початкового j, не виписуваного у цих дієсловах в пізніших текстах.
  3. Повне фонетичне написання назв чисельних, що згодом позначалися лише цифрами.
2. Фонетика.
  1. Написання з фонеми k окремих слів, що починаються в пізніших текстах фонованої T, наприклад: залежний займенник kw (пізніше Tw), kbwj (пізніше Tbwj) "обидві підошви".
3. Граматика.
  1. Вживання суфікса 2-ї особи жіночого роду однини Tn поряд зі звичайним для пізнішого часу T.
  2. Використання залежного займенника 2-ї особи жіночого роду однини Tm і пізнішої форми Tn.
  3. Застосування архаїчної форми вказівних займенників жіночого роду однини (jtw, jtn зустрічається поруч із звичайними tw, tn).
  4. Утворення форми sDm.nf дієслова jw «приходити» як jw.n (замість пізнішої yn).
  5. Часте вживання незмінного імперативу mj «дивися».
  6. Використання пасивної форми sDmm.f.
  7. Вживання постпозитивного js зі значенням «як» та постпозитивного jsT зі значенням «і».
  8. Застосування незалежного займенника як підлягає речення з адвербіальним присудком або з присудком - старим перфектом.
  9. Широке поширення бездієслівних речень, в яких і підлягає і присудок - іменники.
  10. Рідко зустрічається узгодження в роді та числі вказівних займенників pw, tw, jpw у ролі підлягає з попереднім присудком, чого не буває в пізніших текстах.
  11. Використання вказівного займенника nw (замість wnt та ntt) для субстантивізації речень.
  12. Вживання негативного прислівника jm.
  13. Застосування негативного дієслова xm поряд із звичайним для пізніших текстів tm.
  14. Повна відсутність заперечень n sp, jwtj sp, nfr n.